# Cautires alexae
Cautires alexae – gatunek chrząszcza z rodziny karmazynkowatych i podrodziny Lycinae.
Gatunek ten opisany został po raz pierwszy w 2016 roku przez Alice Jiruskovą, Michala Motykę i Ladislava Bocáka z Uniwersytetu Palackiego na łamach European Journal of Taxonomy. Opisu dokonano na podstawie dwóch okazów odłowionych w 2004 roku. Jako miejsce typowe wskazano Ringlet w górach Banjaran Titiwangsa. Epitet gatunkowy nadano na cześć Alexa Cramptona-Platta z Muzeum Historii Naturalnej w Londynie. 
Chrząszcz o smukłym ciele długości około 7,2 mm. Ubarwiony jest czarno z rudym owłosieniem w nasadowych połowach pierwszorzędowych i drugorzędowych żeberek na pokrywach. Mała głowa zaopatrzona jest w blaszkowate czułki oraz duże, półkuliste oczy złożone o średnicach wynoszących 0,72 ich rozstawu. Przedplecze ma około 1,6 mm szerokości, tępe kąty przednie, lekko wypukłe krawędzie boczne i wystające kąty tylne. Listewki dzielą jego powierzchnię na pięć komórek (areoli), z których środkowa jest kompletna i przylega do tylnego brzegu przedplecza. Pokrywy mają równoległe boki i powierzchnię podzieloną żeberkami podłużnymi i gęsto rozmieszczonymi żeberkami poprzecznymi na komórki (areole). Żeberka drugorzędowe są dobrze wykształcone w części barkowej pokryw, natomiast w tyle są słabiej zaznaczone. Genitalia samca cechują się prąciem o szerokiej części wierzchołkowej i tępym szczycie.
Owad orientalny, endemiczny dla Malezji, znany tylko z lokalizacji typowej w stanie Perak. Spotykany był na wysokości 900 m n.p.m.